# 中国共产党第十八届中央委员会第五次全体会议
中国共产党第十八届中央委员会第五次全体会议（简称中共十八届五中全会），于2015年10月26日到29日在中华人民共和国首都北京京西宾馆召开，会议主要涉及“十三五规划”。
会议通过《中共中央关于制定国民经济和社会发展第十三个五年规划的建议》。

## 背景
中國大陸在2020年全面建成小康社会，是中共訂下的两个一百年的第一个百年奋斗目标。“十三五”时期是達到小康社会的關鍵時期，因此必須依照這個理念制定政策。
然而，目前中國大陸经济发展进入新常态，面临诸多严峻挑战，要達成小康社會必須深化改革、依法治国、反貪腐，坚持发展第一要务，發展经济建设、政治建设、文化建设、社会建设、生态文明建设和党的建设。

## 會議成果

### 經濟
1. 2016-2020年的五年实现经济“中高速增长”。
2. 到2020年全面建成小康社会。
3. 為了達到小康社會，必须遵循以下原则：坚持人民主体地位，坚持科学发展，坚持深化改革，坚持依法治国，坚持统筹国内国际两个大局，坚持党的领导。
4. 实施李克强总理提出的“互联网+”行动计划。
5. 实施国家大数据战略。
6. 减少政府对价格形成的干预，全面放开竞争性领域商品和服务价格。

### 民生
1. 坚持计划生育的基本国策，全面實施二胎化，积极开展应对人口老龄化行动。
2. 普及高中阶段教育，漸進免除中等职业教育学杂费，率先从建档立卡的貧困学生实施高中免除学杂费，实现家庭经济困难学生资助全覆盖。
3. 实施全民参保计划，实现职工基础养老金全国统筹，划转部分国有资本充实社保基金，全面实施城乡居民大病保险制度。

### 創新
坚持创新发展，必须把创新摆在核心位置，不断推进理论创新、制度创新、科技创新、文化创新等各方面创新，让创新贯穿党和国家一切工作，让创新在全社会蔚然成风。

### 協調
促进城乡区域协调发展，促进经济社会协调发展，促进新型工业化、信息化、都市化、农业现代化同步发展，提升国家软实力。

### 環保
坚持节约资源和環保的基本国策，坚持可持续发展，坚定走生产发展、生活富裕、生态良好的文明发展道路，加快建设资源节约型、环境友好型社会，为全球生态安全作出新贡献。

### 共享
发展成果由人民共享，作出更有效的制度安排，使全体人民在共建共享发展中有更多获得感，增强发展动力，增进人民团结，朝着共同富裕方向稳步前进。

### 開放
顺应中國大陸经济深度融入世界经济的趋势，奉行互利共赢的开放战略，发展更高层次的开放型经济，积极参与全球经济治理和公共产品供给，提高中國大陸在全球经济治理中的制度性话语权，构建广泛的利益共同体。

## 人事决定
會議通过了中共中央纪律检查委员会关于令计划、周本顺、杨栋梁、朱明国、王敏、陈川平、仇和、杨卫泽、潘逸阳、余远辉严重违纪问题的审查报告，确认中央政治局之前作出的给予令计划、周本顺、杨栋梁、朱明国、王敏、陈川平、仇和、杨卫泽、潘逸阳、余远辉开除党籍的处分。
会议决定递补中央候补委员刘晓凯、陈志荣、金振吉为中央委员。